# Perskaart

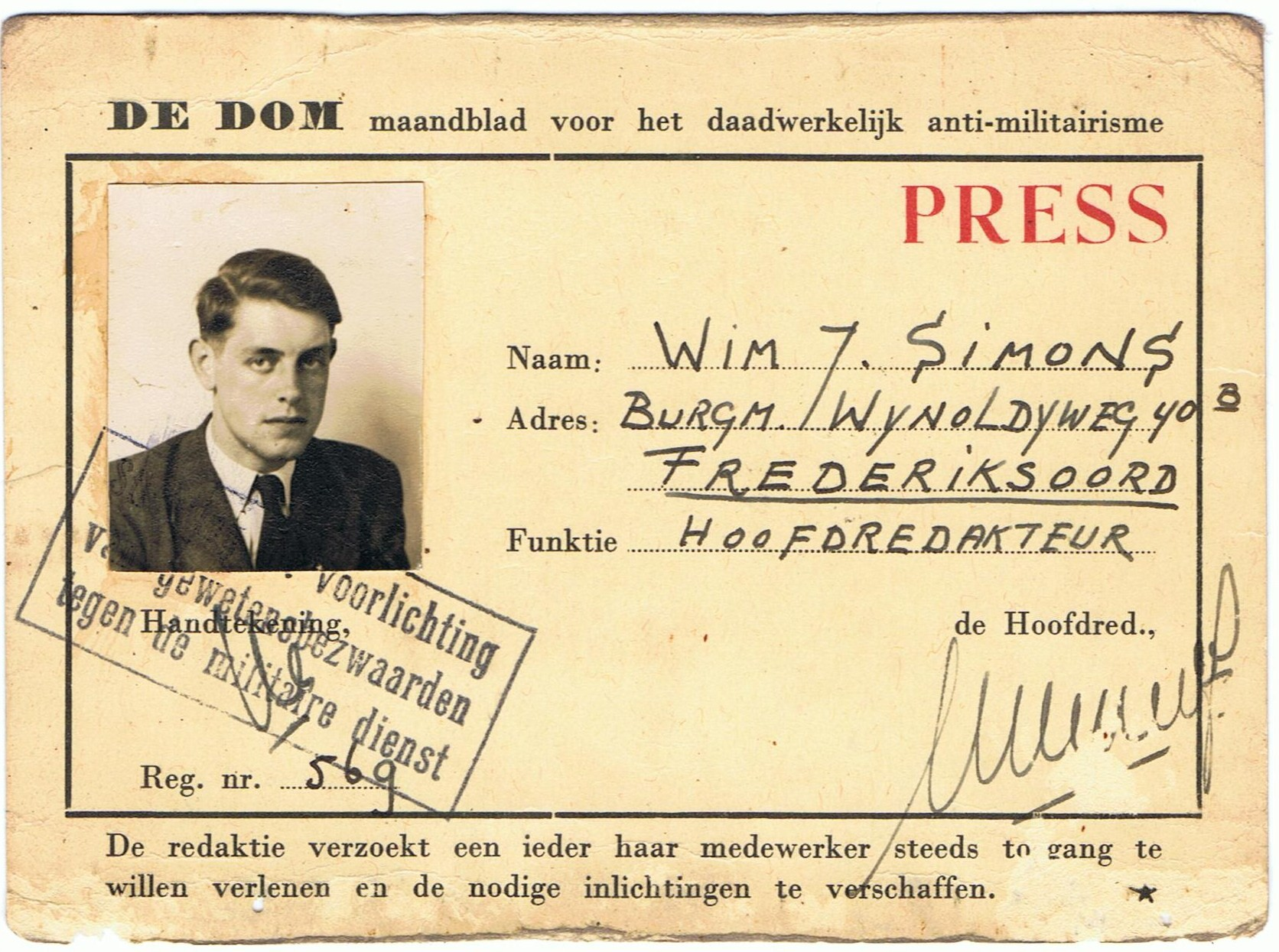
Perskaart van Wim Simons De Dom maandblad voor het daadwerkelijk anti-militairisme, 1948

Een perskaart is een meestal internationaal erkende kaart voor journalisten. Bij veel organisaties, bijvoorbeeld de politie, verleent men vaak alleen medewerking aan mensen in het bezit van een perskaart.

## Nederland
De Nederlandse Vereniging van Journalisten (NVJ) geeft in samenwerking met de Internationale Federatie van Journalisten de NVJ-perskaart uit. Deze identificeert de houder als een lid van de NVJ en kan in binnen- en buitenland worden gebruikt. Niet alle leden van de NVJ hebben echter recht op de perskaart. Aan buitengewone leden kan de kaart niet worden verstrekt.

### Politieperskaart
In Nederland geeft de politieperskaart en de bijbehorende rellenkaart toegang bij demonstraties, rellen en calamiteiten waar de politie straten en terreinen afsluit voor het publiek. Voor evenementen waar andere legitimaties gelden als entreebewijs geldt deze kaart uitdrukkelijk niet.
Om voor deze politieperskaart in aanmerking te komen wordt de journalist gescreend. Enkele eisen zijn dat de journalist dit als hoofdberoep uitoefent en dit ook kan bewijzen. Ook moet de journalist aan kunnen tonen voor wie hij werkt en wat voor werk hij maakt. Een strafblad kan een reden zijn waarom een politieperskaart wordt afgewezen. Wanneer de journalist de politieperskaart eenmaal heeft, wordt hij ook juridisch beschermd door de juristen van de NVJ.

## België
In België is de vereniging van Beroepsjournalisten bevoegd om via de Erkenningscommissie en de Commissie van Beroep om de deontologie van de beroepsjournalist te bewaken en perskaarten af te leveren of terug in te trekken.
De Vlaamse Vereniging van Journalisten (VVJ) reikt, na de goedkeuring van een toetredingsdossier eveneens door de Vlaamse Overheid erkende perskaarten uit aan freelance-journalisten die, naast een andere (beroeps)activiteit tevens journalistiek werk verrichten. VVJ-leden worden om de twee jaar opnieuw gescreend.